# Mieczysław Popiel

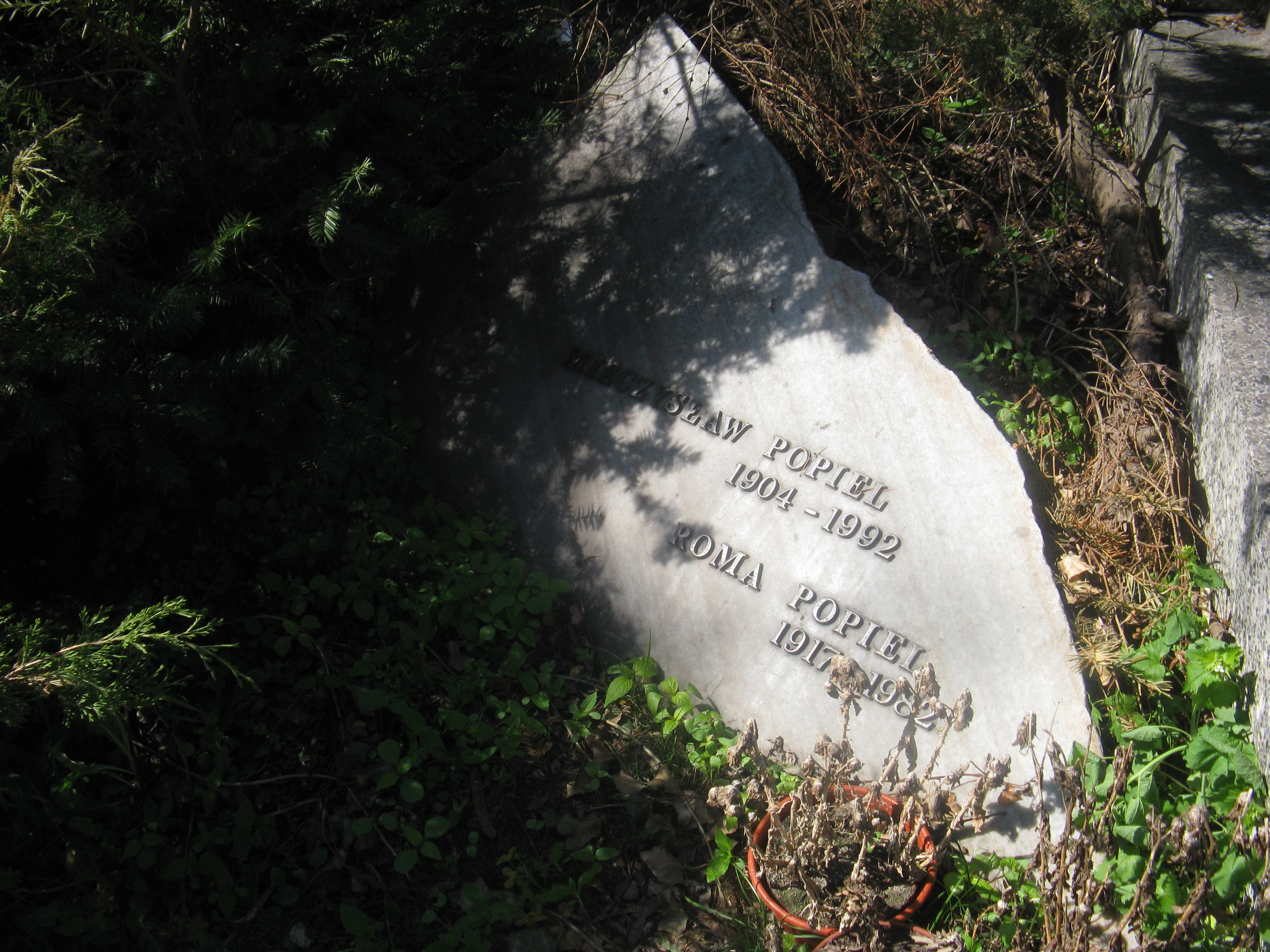
Grób Mieczysława Popiela na Cmentarzu Wojskowym na Powązkach

Mieczysław Piotr Popiel (ur. 30 czerwca 1904 w Kijowie, zm. 20 listopada 1992) – polski inżynier mechanik i polityk, minister żeglugi w latach 1950–1956, poseł do Krajowej Rady Narodowej, na Sejm Ustawodawczy oraz na Sejm PRL I kadencji.

## Życiorys
Syn Jana i Bronisławy. W latach 1928–1929 był członkiem Polskiej Partii Socjalistycznej, od 1931 Komunistycznej Partii Polski, od 1944 Polskiej Partii Robotniczej, a od 1948 Polskiej Zjednoczonej Partii Robotniczej. Działacz Związku Niezależnej Młodzieży Socjalistycznej „Życie”. W trakcie II wojny światowej przebywał w Związku Radzieckim. W latach 1943–1944 wchodził w skład zarządu głównego Związku Patriotów Polskich.
Pracował w aparacie partyjnym. W PPR zastępca członka Komitetu Centralnego (1945–1948) oraz kierownik wydziału przemysłu (1945–1947) i komunikacji (1948). W Komitecie Centralnym PZPR kierownik wydziału komunikacji (1948–1950) oraz zastępca kierownika wydziału ekonomicznego (1960–1964) i przemysłu ciężkiego i komunikacji (1964–1965), a także członek (1948–1954) i zastępca członka (1954–1964) KC PZPR.
Pełnił mandat poselski do Krajowej Rady Narodowej, na Sejm Ustawodawczy oraz na Sejm PRL I kadencji. W 1944 zastępca kierownika Resortu Gospodarki Narodowej i Finansów Polskiego Komitetu Wyzwolenia Narodowego, następnie do 1945 podsekretarz stanu w Ministerstwie Przemysłu. Od 1947 do 1948 wiceprezes Centralnego Urzędu Planowania, w latach 1950–1956 minister żeglugi. Następnie w okresie 1956–1959 Pełnomocnik Urzędu ds. Repatriacji Polaków z ZSRR przy Ambasadzie PRL w Moskwie. Od 1965 do 1968 pełnomocnik Rady Ministrów do spraw surowców wtórnych przy Komitecie Drobnej Wytwórczości.
Z jego inicjatywy w latach 1953–1957 wybudowano Dom Rybaka we Władysławowie, popularnie od jego nazwiska zwany „Popielówką”.
Uchwałą KRN z 3 stycznia 1945 odznaczony Krzyżem Komandorskim Orderu Odrodzenia Polski. W lipcu 1964 odznaczony Krzyżem Komandorskim z Gwiazdą Orderu Odrodzenia Polski. W 1986 roku wyróżniony przez Sekretariat KC PZPR Medalem im. Ludwika Waryńskiego.
Od 1968 na emeryturze. Żonaty z Romaną Popiel (1917-1982). Pochowany na wojskowych Powązkach (kwatera D37-2-12).